# جيني فونل
جيني فونل (بالإنجليزية: Jenny Funnell)‏ هي ممثلة بريطانية، ولدت في 20 مايو 1963 في نيروبي في كينيا.

## وصلات خارجية
- جيني فونل على موقع IMDb (الإنجليزية)
- جيني فونل على موقع قاعدة بيانات الفيلم (الإنجليزية)